# 보성 용연사 석조불상 및 복장유물
보성 용연사 석조불상 및 복장유물(寶城 龍淵寺 石造佛像 및 腹藏遺物)은 대한민국 전라남도 보성군 벌교읍 벌교리, 용연사에 있는 조선시대의 불상 및 복장유물이다. 2016년 7월 7일 전라남도의 유형문화재 제326호로 지정되었다.

## 개요
보성 용연사의 대웅전에 봉안된 2구의 조선 후기 석조불상이다. 원래 순천 대흥사에서 1702년 과거칠불(過去七佛)과 오십삼불을 조성하였는데 과거칠불 가운데 제오구류손불(第五拘留孫佛)과 오십삼불 가운데 제사십육대혜력왕불(第四十六大慧力王佛) 등 2구가 용연사에 전한다. 복장유물 조상기를 통하여 원 봉안처, 불상명, 불상조성 동기, 조각장, 시주자 등을 모두 알 수 있어 불교 조각사 연구에 중요한 역사적, 학술적 가치가 있다.

## 참고 문헌
- 보성 용연사 석조불상 및 복장유물 - 국가유산청 국가유산포털